# 村中健一
村中 健一（むらなか けんいち）は、日本の大蔵・財務官僚。国税庁名古屋国税局長や、財務省横浜税関長を経て、退官後、日本決済情報センター代表取締役社長。

## 人物・経歴
岡山県岡山市出身。岡山県立岡山芳泉高等学校を経て、大阪大学法学部卒業後、1982年大蔵省入省（銀行局総務課）。1986年7月証券局総務課企画係長。1987年7月小千谷税務署長。1988年7月公正取引委員会事務局経済部調整課長補佐。1990年銀行局特別金融課長補佐。宮内庁長官官房主計課長等を経て、2008年仙台国税局長。2009年郵便貯金・簡易生命保険管理機構理事。2011年6月中国財務局長。2012年8月総務省大臣官房審議官（公営企業担当）。2014年7月名古屋国税局長。2015年7月7日から横浜税関長。2016年6月財務省大臣官房付、退官。2017年グローリー顧問。2018年日本決済情報センター代表取締役社長。